# Acronicta javanica
Acronicta javanica là một loài bướm đêm trong họ Noctuidae.